# 藤氏家伝
藤氏家伝（旧字体：藤󠄁氏家傳、とうしかでん）は、天平宝字4年（760年）に成立し、古代から藤原氏に代々伝えられてきた、藤原氏初期の歴史が記された伝記であり、上・下とある。日本書紀や続日本紀には無い歴史が記述されている。
家伝とは、その家の歴史・伝承などをまとめた書物だが、特に藤氏家伝のことを指して家伝ということもある。

## 概要
家伝上（「大織冠伝」）
- 藤原鎌足と定恵と藤原史（藤原不比等）の伝記を記したものである。ただし、藤原不比等の条は現存しない。
- 著・編者は恵美押勝（藤原仲麻呂）。

家伝下（「武智麻呂伝」）
- 藤原武智麻呂の伝記を記したもの。
- 著・編者は僧延慶。

## 関連文献
- 沖森卓也・佐藤信・矢嶋泉共著『藤氏家伝　鎌足・貞慧・武智麻呂伝 - 注釈と研究』（吉川弘文館、1999年）
- 篠川賢・増尾伸一郎共編『藤氏家伝を読む』（吉川弘文館、2011年）